# Pale Waves
Pale Waves est un groupe anglais d'indie pop fondé à Manchester en 2014. Le groupe s'appelait initialement Creek lorsque la chanteuse et guitariste Heather Baron-Gracie (en) a rencontré la batteuse Ciara Doran à l'université de Manchester. Le guitariste Hugo Silvani et le bassiste Charlie Wood ont rejoint plus tard le groupe.
Après avoir signé un contrat d'enregistrement avec le label Dirty Hit (en) en 2017, Pale Waves sortent leur premier single There's a Honey, puis Television Romance. L'année suivante, le groupe est cinquième au classement BBC Sound of 2018 et remporte le prix NME Under the Radar aux NME Awards. Leur premier EP, All the Things I Never Said, sort en février 2018. Leur premier album studio My Mind Makes Noises sort le 14 septembre 2018 et atteint la huitième place au classement UK Albums Chart.

## Style musical
Pale Waves a été décrit comme un groupe d'indie pop, de rock indépendant, de synthpop, dream pop et goth-pop. Le groupe a cité des artistes tels The Blue Nile, Prince, The Cranberries et Cocteau Twins comme influences. Heather Baron-Gracie indique à ce sujet : « J'aime beaucoup d'artistes des années 80 comme Prince et Madonna. Purple Rain est une de mes chansons favorites de tous les temps. J'aime aussi The Cure. J'aime les chansons dont les mélodies peuvent être chantées n'importe quand, mais qui contiennent des éléments qui vous brisent le cœur ».

## Membres

### Membres actuels
- Heather Baron-Gracie (en) – chant, guitare (depuis 2014)
- Ciara Doran – batterie (depuis 2014)
- Hugo Silvani – guitare, claviers (depuis 2015)
- Charlie Wood – basse, claviers (depuis 2015)

### Anciens membres
- Ben Bateman – guitare (2014–2015)
- Ryan Marsden – basse (2014–2015)

## Discographie

### Albums studio
| Titre                | Détails                                                                          | Meilleurs classements | Meilleurs classements | Meilleurs classements | Meilleurs classements | Meilleurs classements | Meilleurs classements | Meilleurs classements | Ventes                                    |
| Titre                | Détails                                                                          | UK                    | UK Indie              | IRE                   | JPN                   | SCO                   | US Heat               | US Sales              | Ventes                                    |
| -------------------- | -------------------------------------------------------------------------------- | --------------------- | --------------------- | --------------------- | --------------------- | --------------------- | --------------------- | --------------------- | ----------------------------------------- |
| My Mind Makes Noises | - Sortie : 14 septembre 2018 - Label : Dirty Hit (en) - Formats : CD, CS, DL, LP | 8                     | 1                     | 61                    | 63                    | 8                     | 1                     | 39                    | - Angleterre : 7,110 - États-Unis : 3,000 |
| Who Am I?            | - Sortie : 12 février 2021 - Label : Dirty Hit - Formats : CD, CS, DL, LP        |                       |                       |                       |                       |                       |                       |                       |                                           |
| Unwanted             | - Sortie : 12 août 2022 - Label : Dirty Hit - Formats : CD, CS, DL, LP           |                       |                       |                       |                       |                       |                       |                       |                                           |
| Smitten              | - Sortie : 20 septembre 2024 - Label : Dirty Hit                                 |                       |                       |                       |                       |                       |                       |                       |                                           |

### EPs
| Titre                       | Détails                                                                                | Meilleurs classements | Meilleurs classements |
| Titre                       | Détails                                                                                | UK Phys               | UK Vinyl              |
| --------------------------- | -------------------------------------------------------------------------------------- | --------------------- | --------------------- |
| All the Things I Never Said | - Sortie : 20 février 2018 ; 16 mars 2018 (12") - Label : Dirty Hit - Formats : DL, LP | 1                     | 1                     |

### Singles
| There's a Honey                                                                        | 2017 | — | — | —  | —  | —  | My Mind Makes Noises        |
| Television Romance                                                                     | 2017 | 2 | 2 | —  | —  | 83 | My Mind Makes Noises        |
| New Year's Eve                                                                         | 2017 | — | — | —  | —  | —  | All the Things I Never Said |
| My Obsession                                                                           | 2017 | — | — | —  | —  | —  | All the Things I Never Said |
| The Tide                                                                               | 2018 | — | — | —  | —  | —  | All the Things I Never Said |
| Heavenly                                                                               | 2018 | — | — | —  | —  | —  | All the Things I Never Said |
| Kiss                                                                                   | 2018 | — | — | 34 | —  | —  | My Mind Makes Noises        |
| Noises                                                                                 | 2018 | — | — | —  | —  | —  | My Mind Makes Noises        |
| Eighteen                                                                               | 2018 | — | — | —  | 55 | —  | My Mind Makes Noises        |
| Black                                                                                  | 2018 | — | — | —  | —  | —  | My Mind Makes Noises        |
| One More Time                                                                          | 2018 | — | — | —  | —  | —  | My Mind Makes Noises        |
| "—" indique que l'enregistrement n'a pas été classé ou n'est pas sorti dans la région. |      |   |   |    |    |    |                             |